# Galatasz
Galatasz (görög írással Γαλατάς) görögországi község a Peloponnészosz félszigethez tartozó Argoliszi-félszigeten, nem messze annak legkeletibb csúcsától. Közigazgatásilag Attika régió Pireusz nomarhía nevű egységének része, és ebben Triziniasz községhez (Dimosz Troiszéníasz) tartozik. A település közvetlenül a tenger (illetve a Szaróni-öböl) partján fekszik, szemben Pórosz szigetével, amelytől mindössze egy szűk (a legkeskenyebb részén alig több, mint 200 méternyi) tengerszoros választja el. Népessége 2001-ben 2592 fő volt. Galatasz faluhoz tartoznak még a közeli lakott helyek közül Ája Szotira, Vlahaika és Szaronida falucskák. 
Galatasz életét a tengerhez, illetve a turisták körében igen népszerű Pórosz városhoz való közelsége határozza meg: a szigeten lévő településre igény esetén akár 2–3 percenként indulnak az iránytaxiszerűen működő kishajók. Rendszeres hajójáratok indulnak a községből Pireuszba, Éjinára, Ídrára és Szpéceszre is.

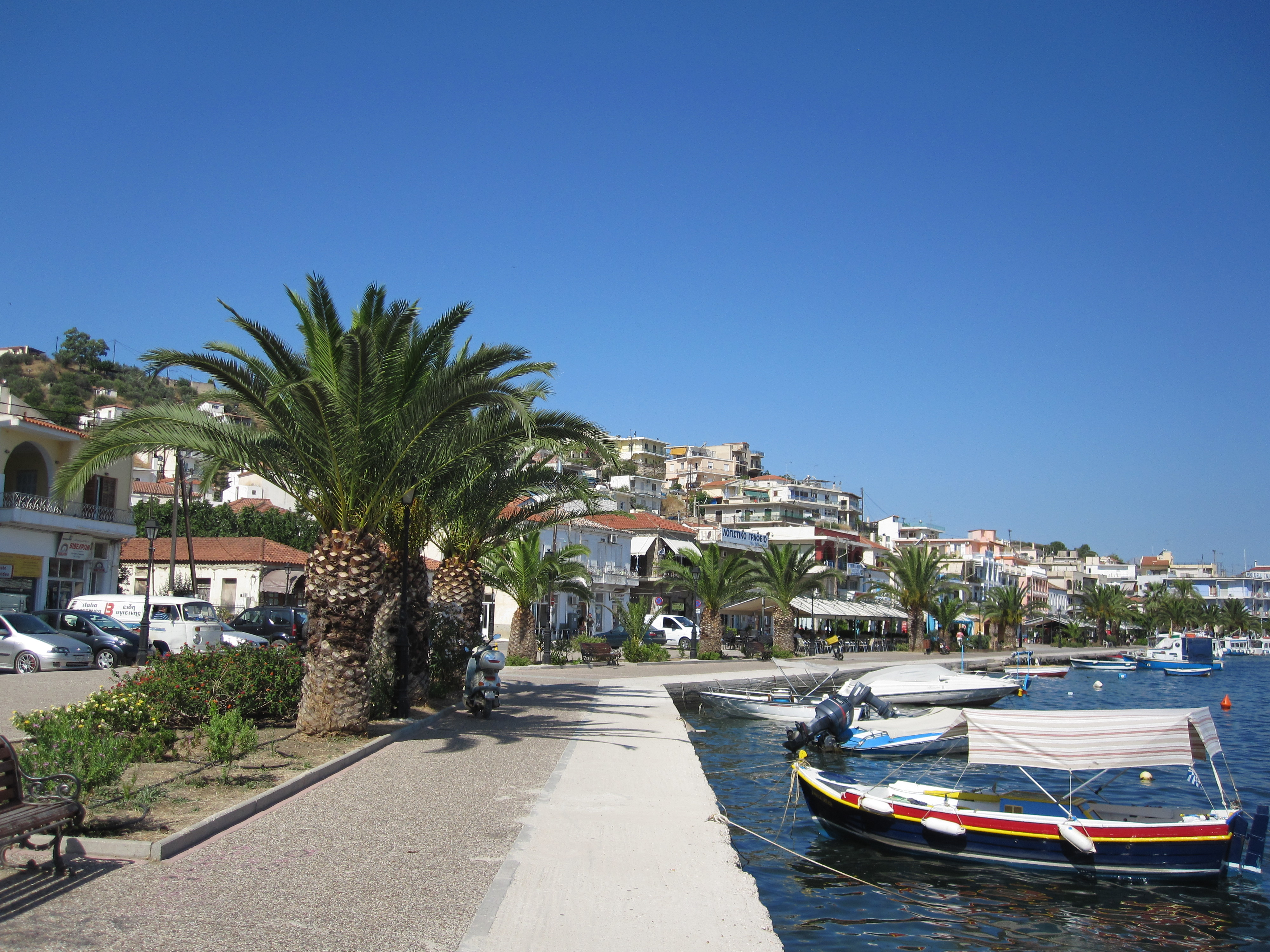
Kikötőrészlet

Galatasz közúton, illetve szárazföldi tömegközlekedéssel is kényelmesen elérhető Korinthosz, Argosz (Návplio (Nauplion)), illetve Porto Heli irányából, ugyancsak elérhetők innen menetrend szerinti autóbuszokkal az Argoliszi-félsziget fontosabb látnivalói, mint például Epidavrosz (Epidaurosz) vagy Trizina.
A község nagy iskolával, egészségügyi központtal, templommal és több bankfiókkal rendelkezik; a part közelében egy bevásárlóközpont is nyílt, melynek homlokzata Póroszra néz.
Galatasz ismert és népszerű része a Lemonódaszosz („Citrom-erdő”), amely a nevének megfelelően egy nagy kiterjedésű, főként citrusfajokból álló gyümölcsös ültetvény, és igazán Kozmasz Politisz író tette híressé 1930-ban megjelent azonos című regényével.

## Ismert személyek
- Itt született Antoniosz Kriezisz (1796–1865), a görög függetlenségi háború katonája, később (1849. december 24. és 1854. május 28. között) Görögország miniszterelnöke.

## Fordítás
Ez a szócikk részben vagy egészben  a   Galatas, Troizina című angol Wikipédia-szócikk fordításán alapul.  Az eredeti cikk szerkesztőit annak laptörténete sorolja fel. Ez a jelzés csupán a megfogalmazás eredetét és a szerzői jogokat jelzi, nem szolgál a cikkben szereplő információk forrásmegjelöléseként.

## Külső hivatkozások
- Galatasz Triziniasz község honlapján (görögül)
- Lemonódaszosz – YouTube-videó